# Молочай зубчастий
Молоча́й зубча́стий (Euphorbia dentata) — вид трав'янистих рослин з родини молочайні (Euphorbiaceae), поширений у США й Мексиці.

## Опис
Однорічна рослина зі стрижневим коренем. Стебла прямостійні або висхідні, волосисті, 15–60 см заввишки. Листки зазвичай протилежні, зрідка чергуються в дистальних вузлах; ніжка 5–20 мм; пластинки 30–70 × 4–35 мм, від вузьколанцетних до майже кулястих. Цвітіння та плодоношення весна — осінь. Плід стиснено-куляста коробочка, 2.5–2.8 × 3.5–4 мм, 3-лопатева, гола. Насіння від блідо-сірого до чорного, яйцювате, кругле в перерізі, 2.1–2.7 × 1.7–2.1 мм.

## Поширення
Поширений у США й Мексиці; натуралізований у Північній і Південній Америках і в Східній Азії. В Україні ця адвентивна рослина зростає в Одеській і Дніпропетровській областях. 
Населяє низинні ліси, береги річок і струмків, обриви, прерії, болотисті місцевості, перелогові поля, узбіччя доріг, залізничні шлаки, відкриті порушені території.

## Галерея

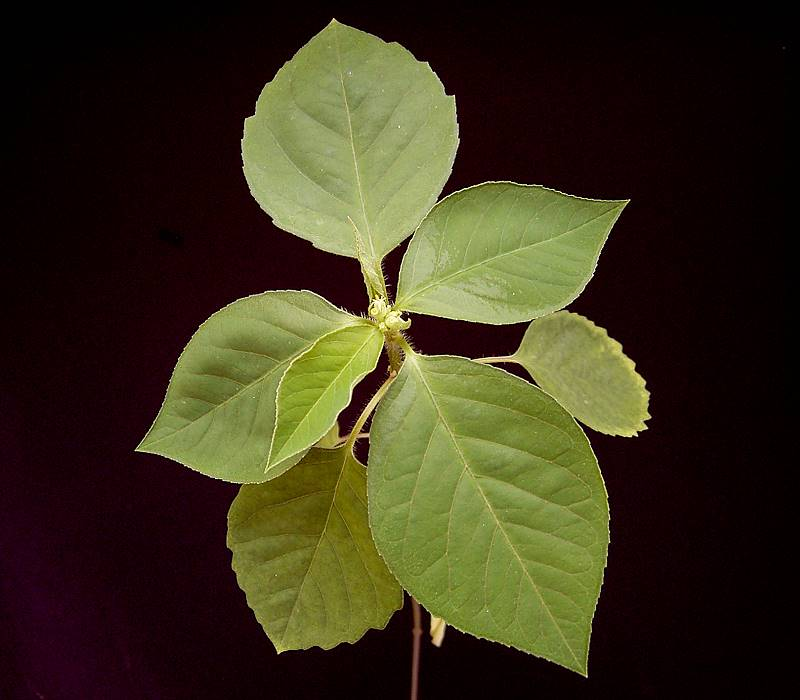
рослина
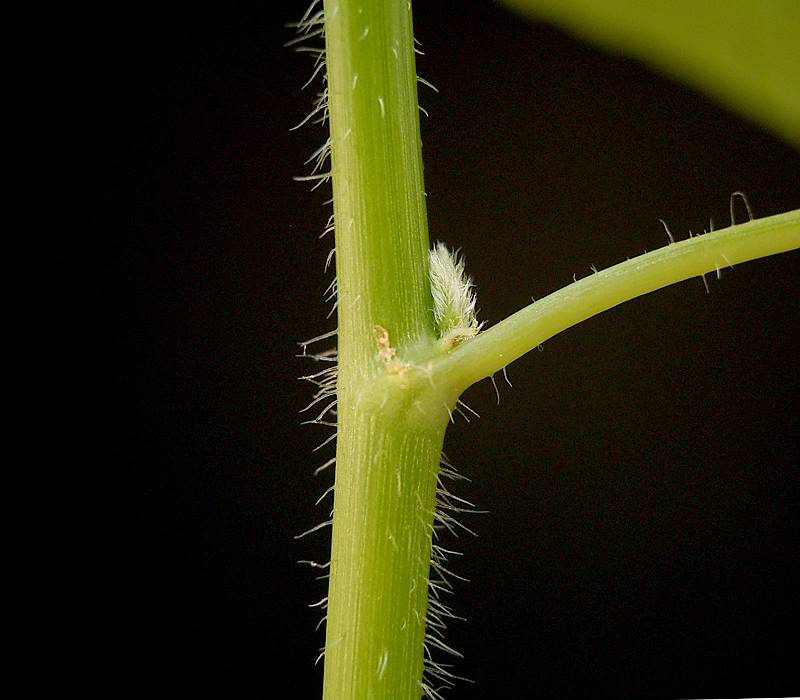
стебло
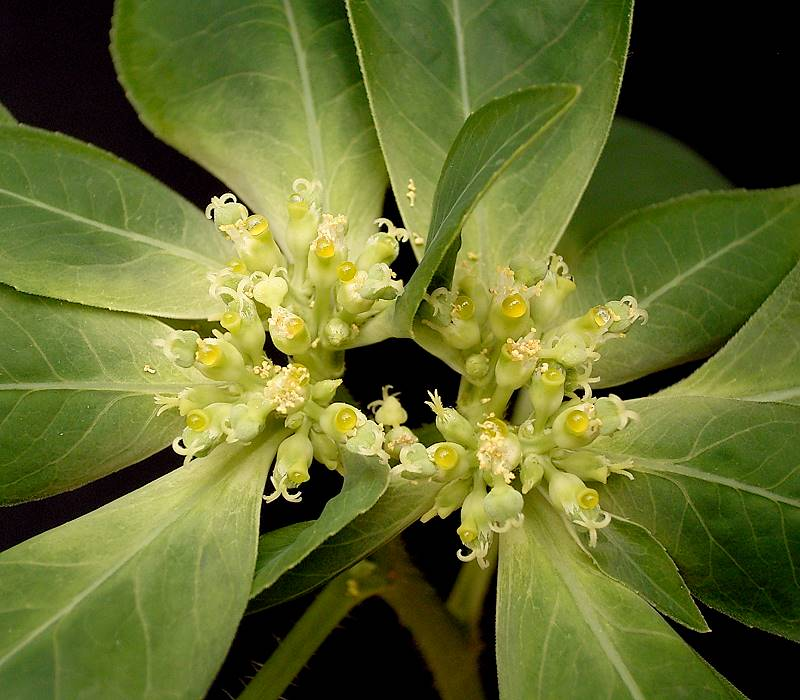
суцвіття